# Sladur.com
Sladur.com (Сладур) е български сайт за запознанства. Създаден е от Владимир Босев и стартира на 9 октомври 2000 г. По думите на създателя му, избраната дата е последният срок за регистрация в конкурса БГ Сайт'2000, макар че в първоначалния си вид и дизайн сайтът нямал никакви шансове. Първоначално сайтът използва безплатен ограничен хостинг, но след публикация във всекидневник посещаемостта му нараства и хостингът се оказва недостатъчен. Шест години по-късно, Sladur.com печели наградата на публиката в същия конкурс.
Главната функция е да създаването на място, където хора от всички възрасти да могат да общуват и да си уреждат срещи.
Sladur.com позволява изграждането на профили, в които освен кратък описателен текст за потребителя могат да бъдат добавени и снимки. Според описанието в самия сайт притежателите на профили са реални потребители.
Други функции, които се предлагат, са създаването на поща с име по избор (потребителско име@Sladur.com), като има три варианта – до 25 мегабайта е безплатна, а останалите две възможности са съответно 250 MB и 1 GB и са срещу заплащане; изпращане на собствена снимка като картичка; чат; форум; търсене на работа; гласуване чрез SMS за любим „сладур“; изпращане на любовни писма и други.
Известни артисти членуват в сайта, допринасяйки за неговата популярност. Пример за това са Азис и Ваня Щерева, които в издадената от певеца книга коментират запознанството си именно чрез Sladur.com.